# Kanton Massy-Est
Der Kanton Massy-Est war von 1967 bis 2015 ein französischer Wahlkreis im Arrondissement Palaiseau, im Département Essonne und in der Region Île-de-France. Vertreter im Generalrat des Départements war zuletzt von 1998 bis 2015 Jérôme Guedj (PS). Der Kanton wurde 1967 gegründet.  
Der Kanton bestand aus einem Teil der Stadt Massy. 